# Мирошниченко, Григорий Константинович
Григорий Константинович Мирошниченко (17 августа 1911, теперь Кобеляцкого района Полтавской области — 2002, город Коростышев Житомирской области) — украинский советский деятель, председатель колхоза имени Шевченко Сарненского района Ровенской области. Депутат Верховного Совета СССР 7-8-го созывов.

## Биография
Окончил учительский техникум. С 1932 года — на педагогической работе.
Член ВКП(б) с 1940 года.
Во время Великой Отечественной войны служил в Красной армии.
В 1944—1952 годах — инструктор, секретарь нескольких районных комитетов КП(б)У Ровенской области.
Закончил Луцкий педагогический институт и Высшую партийную школу при ЦК КПУ.
В августе 1952—1955 года — 1-й секретарь Степанского районного комитета КПУ Ровенской области.
В 1955—1972 годах — председатель колхоза имени Шевченко села Корост Степанского (затем — Сарненского района Ровенской области.
Потом — на пенсии в городе Коростышеве Житомирской области. Работал лектором Коростышевского районного комитета КПУ Житомирской области.

## Награды
- орден Ленина
- орден Октябрьской Революции
- орден Трудового Красного Знамени (26.02.1958)
- медали